# Christian Gottlob Neefe
Christian Gottlob Neefe (ur. 5 lutego 1748 w Chemnitz, zm. 28 stycznia 1798 w Dessau) – niemiecki kompozytor operowy i dyrygent. Znany jest przede wszystkim jako nauczyciel młodego Ludwiga van Beethovena.
Urodził się w saksońskim Chemnitz. Jako dziecko otrzymał edukację muzyczną i zaczął komponować w wieku 12 lat. Studiował prawo na Uniwersytecie Lipskim, następnie jednak powrócił do muzyki i został uczniem kompozytora Johanna Adama Hillera, pod którego kierownictwem napisał swoje pierwsze opery komiczne.
Później objął posadę organisty dworskiego w Bonn, gdzie został nauczycielem młodego Ludwiga van Beethovena; pomagał Beethovenowi w tworzeniu pierwszych, młodzieńczych dzieł.
Najbardziej znanym jego utworem był singspiel pt. Adelheit von Veltheim (1780). Zmarł w Dessau.

## Działalność społeczna
Christian Gottlob Neefe wstąpił w październiku 1781 do Zakonu Iluminatów pod imieniem Glaucus. W grudniu 1783 otrzymał funkcję prezbitra, a pod koniec 1783 został prefektem bońskiej loży, osiągając stopień wtajemniczenia princeps. Funkcję prefekta sprawował aż do rozwiązania zakonu w 1785. 1 grudnia 1787 został współzałożycielem bońskiego towarzystwa czytelniczego. W 1789 wstąpił do loży masońskiej „Caroline zu den drei Pfauen” w Neuwied, osiągając stopień mistrza.